# 왕종근의 행복이 가득한 집
왕종근의 행복이 가득한 집은 매주 토요일 오전 10시에 KBS 1TV로 종영 방송된 교양 프로그램이다.

## 방송시간
- 매주 토요일 오전 10시 ~ 11시

## 진행자
- 왕종근